# Johann Rudolf von Buol-Schauenstein

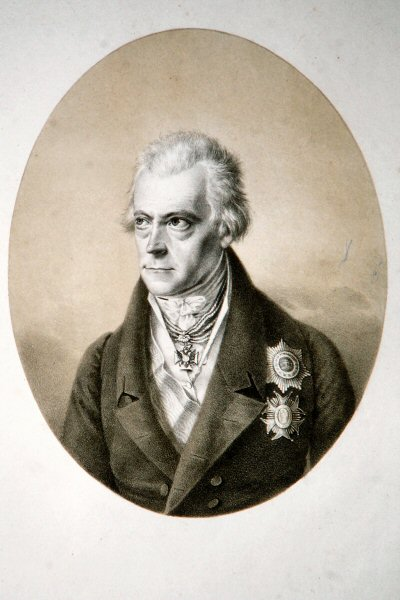
Buol-Schauenstein (ca. 1830) Lithographie von Friedrich Lieder

Graf Johann Anton Rudolf von Buol-Schauenstein (* 21. November 1763 in Wien oder Innsbruck; † 12. März 1834 in Wien) war ein österreichischer Diplomat und Politiker aus dem Bündner Adelsgeschlecht derer von Buol.

## Leben

### Herkunft und Familie
Sein Vater war Freiherr Johann Baptist von Buol-Schauenstein (1729–1797), Domherr zu Chur und kaiserlicher Gesandter bei den Drei Bünden; seine Mutter, dessen Gattin Johanna (1732–1791) geb. von Sarentheim. Johann Rudolfs älterer Bruder war Karl Rudolf von Buol-Schauenstein (1760–1833), Fürstbischof von Chur und St. Gallen.
Johann Rudolf heiratete am 18. August 1795 Maria Anna Alexandrine geb. von Lerchenfeld-Köfering, eine Tochter des Grafen Philipp von Lerchenfeld-Prennberg. Zu den gemeinsamen Kindern gehören drei Töchter und der spätere Staatsmann Karl Ferdinand von Buol-Schauenstein (1797–1865). 1802 wurde Buol-Schauenstein in den österreichischen Grafenstand erhoben.

### Berufliche Laufbahn
Buol-Schauenstein begann seine Laufbahn im diplomatischen Dienst als österreichischer Gesandtschaftssekretär in Mainz (1789), dann Geschäftsträger in Den Haag (1790). Als Nachfolger seines Vaters, wurde er 1792 österreichischer Gesandter bei der Schweizerischen Eidgenossenschaft und den Drei Bünden in Basel, dann 1794 kaiserlicher Direktorialgesandter beim immerwährenden Reichstag in Regensburg und 1795 kaiserlicher Gesandter beim Niedersächsischen Reichskreis und den drei freien Hansestädten in Hamburg. 1801 wurde er zum kaiserlichen Gesandten am kurbayerischen Hof in München ernannt, hat hier jedoch die bayerische Position zu Frankreich und Österreich fehlinterpretiert. Nach Ausbruch der Napoleonischen Kriege wurde er in unbedeutendere Ämter versetzt, u. a. als Gesandter oder Minister in kleineren Rheinbundstaaten.
Unter Außenminister Klemens von Metternich wurde er gegen Ende der Befreiungskriege zum Gesandten im Großherzogtum Toskana ernannt (1814), im Jahr darauf im Kurfürstentum Hessen-Kassel. Als Nachfolger von Franz Joseph von Albini, wurde Buol-Schauenstein im Dezember 1815 designierter Präsidialgesandter beim Deutschen Bund in Frankfurt am Main, und leitete im November 1816 die Eröffnung des Deutschen Bundestages. Teils aus persönlichem Opportunismus, und teils aus diplomatischer bzw. politischer Unerfahrenheit und Ungeschicklichkeit, war er den Anforderungen dieses Amtes nicht gewachsen und Metternich ließ ihn 1823 durch Joachim Eduard von Münch-Bellinghausen ablösen. Bis 1833 diente er als Präsident der k.k. Hofkommission.
Übersicht seiner Ämter

Seine Beamtenlaufbahn beinhaltete folgende Ämter:
- 1790–1791: Geschäftsträger in den Niederlanden (Den Haag)
- 1793–1794: Gesandter in der Schweiz (Basel)
- 1794–1795: Gesandter beim Hl. Röm. Reich (Regensburg)
- 1796–1801: Gesandter bei den Hansestädten (Hamburg)
- 1801–1805: Gesandter in Bayern (München)
- 1807–1814: Gesandter in verschied. Rheinbundstaaten (u. a. Würzburg)
- 1814–1815: Gesandter in der Toskana (Florenz)
- 1815–1815: Gesandter in Hessen-Kassel (Kassel)
- 1815–1823: Präsidialgesandter beim Deutschen Bund (Frankfurt a. M.)
- 1823–1833: Präsident der Hofkommission (Stuttgart)